# Preventie
Preventie is voorkomen dat er problemen ontstaan door van tevoren in te grijpen. 
Preventie is het geheel van doelbewuste initiatieven die anticiperen op risicofactoren (= handelen voordat het probleem ontstaat) en ageren wanneer eerste signalen zich ontwikkelen en de problematiek aan het ontstaan is.
Profylaxe is het voorkomen van ziektes.

## Voorbeelden
Preventie kan medisch of psycho-sociaal (als methodiek naast individuele hulpverlening, samenlevingsopbouw en groepswerk) toegepast worden. Meestal wordt preventie gebruikt in medische zin en heeft het tot doel om ziekten te voorkomen, maar er zijn ook andere voorbeelden:
- Een correct gebruikt condoom dat tijdens de seks heel blijft, zal de overdracht van hiv verhinderen, omdat het virus niet door de latex condoom kan dringen.
- Een fietsband kan men vullen met een vloeistof die een ontstaand gat onmiddellijk kan dichten. Zo voorkomt men een lekke band.
- Een paraplu meenemen als men het huis verlaat, ook als de zon schijnt. Indien het gaat regenen, kun je de paraplu gebruiken om te voorkomen dat de regen je (te) nat maakt.
- Geld sparen / lenen. Wie genoeg geld spaart, voorkomt schulden; men kan de rekeningen betalen met gespaard geld. Heeft men snel geld nodig, dan kan men tevens geld lenen om te voorkomen dat zijn of haar bedrijf failliet gaat (door de schuldeisers te kunnen betalen). Het is dan belangrijk dat men goed overleg pleegt bij het sparen en lenen, want dit moet men altijd naar draagkracht doen.
- Tanden poetsen biedt preventie tegen cariës.
- Sloten. Hiermee voorkomt men inbraak in bijvoorbeeld een huis of een bedrijfspand.
- Een geoefende ademhalingstechniek werkt preventief tegen allerlei stemkwalen.
- Een defensieve rijstijl voorkomt veel ongevallen ten gevolge van verkeersfouten van anderen. Defensief verkeersgedrag wil zeggen dat men de intentie van andere weggebruikers inschat voordat men de eigen geplande handeling doorvoert.
- Veilig bouwen en goed onderhoud van woningen en panden of veilig versieren van kroegen behoort tot de brandpreventie. Voor een nadere beschouwing van preventie in het kader van brandveiligheid wordt verwezen naar de pagina "brandweer".
- Het uitvoeren van de hielprik bij pasgeborenen stelt de arts in staat om een aantal ziekten vroegtijdig te ontdekken en de nodige maatregelen te kunnen nemen bij vastgestelde ziekten.
- Werkwijze van de politie, door preventief te werken kan criminaliteit voorkomen worden. Nemen ook deel aan buurtpreventie.
- Het toedienen van medicijnen of vitamine ter voorkoming van ziektes. Vaak wordt dan de term 'profylaxe' gebruikt. Voorbeeld is het toedienen van vitamine D, het toedienen van acetylsalicylzuur als trombocytenaggregatieremmer of een lithium profylaxe bij ernstige depressieklachten.

De publieke gezondheidszorg richt zich op de zorg voor de gezondheid van de samenleving en risicogroepen. Kenmerkend voor de publieke gezondheidszorg is dat er sprake is van een maatschappelijke hulpvraag en de zorg doorgaans preventief is. 

## Onderverdeling
Preventie kan onder andere worden ingedeeld naar doelgroep, fase van de ziekte waarop men zich richt, het doel van de preventie en naar de pijlers van een integrale aanpak. 

### Doelgroep
- Universele preventie richt zich op de gezonde bevolking (of delen daarvan) en bevordert en beschermt hun gezondheid actief. Een voorbeeld is het rijksvaccinatieprogramma.
- Selectieve preventie richt zich op bevolkingsgroepen met een verhoogd risico en voorkomt dat personen met één of meerdere risicofactoren daadwerkelijk ziek worden. Een voorbeeld is de griepprik voor ouderen.
- Geïndiceerde preventie richt zich op mensen met beginnende klachten en voorkomt dat deze klachten verergeren tot een aandoening. Een voorbeeld is een online groepscursus voor jongeren die last hebben van depressieve klachten om te voorkomen dat het een depressieve stemmingsstoornis wordt.
- Zorggerelateerde preventie richt zich op mensen met een ziekte of aandoening en voorkomt dat een bestaande aandoening leidt tot complicaties, beperkingen, een lagere kwaliteit van leven of sterfte. Een voorbeeld is een gecombineerde leefstijlinterventie voor patiënten met obesitas.

### Fase van de ziekte
- Primaire preventie betekent dat men ervoor zorgt dat iets onaangenaams voorkomen wordt. Bijvoorbeeld: tandenpoetsen voorkomt cariës (gaatjes). Belangrijk is het erkennen wanneer dit probleem zich kan stellen zodat maatregelen getroffen kunnen worden ter voorkoming van het probleem.

- Secundaire preventie betekent dat men iets onaangenaams zo snel mogelijk wil opsporen om verergering van de toestand te vermijden. Bijvoorbeeld: borstkankerscreening voor het snel opsporen van borstkanker, zodat deze nog behandelbaar is en de persoon niet hoeft te overlijden ten gevolge van deze kanker.

- Tertiaire preventie is het trachten te voorkomen dat iets onaangenaams opnieuw voorvalt. Bijvoorbeeld: de levensstijl aanpassen na een hartinfarct om een nieuw hartinfarct te vermijden. Of het voorkomen dat de symptomen van een ziekte verergeren. Bijvoorbeeld: de levensstijl aanpassen van een patiënt met suikerziekte opdat deze minder kans heeft op schade aan het netvlies (wat veel voorkomt bij mensen met suikerziekte).

### Doel
- Ziektepreventie voorkomt specifieke ziekten of signaleert deze vroegtijdig. Voorbeelden zijn screening, vaccinaties en preventieve medicatie.
- Gezondheidsbevordering bevordert een gezonde leefstijl en een gezonde sociale en fysieke omgeving. Voorbeelden zijn een gezonde schoolkantine en een beweegvriendelijke omgeving.
- Gezondheidsbescherming beschermt de bevolking tegen gezondheidsbedreigende factoren. Voorbeelden zijn kwaliteitsbewaking van drink- en zwemwater.

### Pijlers integrale aanpak
- Pijler voorlichting en educatie zoals agendasetting, groepsvoorlichting, lesprogramma's en landelijke publiekscampagnes.
- Pijler signalering, advies en ondersteuning zoals protocollen, signaleren op scholen en adviesgesprekken.
- Pijler fysieke en sociale omgeving zoals leefomgeving en burgerparticipatie.
- Pijler regelgeving en handhaving zoals wettelijke en beleidskaders en handhaving daarvan.